# Кристиан Лудвиг II (Мекленбург)
Кристиан Лудвиг II фон Мекленбург (на немски: Christian Ludwig II von Mecklenburg-Schwerin; Christian II Ludwig; * 15 май 1683, Грабов; † 30 май 1756,Шверин) е управляващ херцог на Мекленбург-Шверин (1728/1747 – 1756), основател на новата столица Лудвигслуст.

## Живот
Той е третият син на херцог Фридрих фон Мекленбург (1638 – 1688) и съпругата му Кристина Вилхелмина фон Хесен-Хомбург (1653 – 1722), дъщеря на ландграф Вилхелм Кристоф фон Хесен-Хомбург и София Елеонора фон Хесен-Дармщат. Брат е на Фридрих Вилхелм I (1675 – 1713), херцог на Мекленбург-Шверин, Карл Леополд (1678 – 1747), херцог на Мекленбург-Шверин, и на София Луиза (1685 – 1735), от 1706 г. третата съпруга на пруския крал Фридрих I (1657 – 1713).
Кристиан Лудвиг II се жени на 13 ноември 1714 г. за принцеса Густава Каролина фон Мекленбург-Щрелиц (* 12 юли 1694; † 13 април 1748), дъщеря на херцог Адолф Фридрих II фон Мекленбург (1658 – 1708) и принцеса Мария фон Мекленбург-Гюстров (1659 – 1701).
Кристиан Лудвиг II е поставен като херцог през 1728 г. от имперския дворцов съвет във Виена. Той построява ловен дворец в Кленов, предшественикът на дворец Лудвигслуст.
Умира на 30 май 1756 г. на 73 години в Шверин, Мекленбург-Предна Померания. Погребан е със съпругата му в църквата „Св. Николай“ в Шверин.
- Кристиан Лудвиг II с ордени
- Принцеса Густава Каролина

## Деца
Кристиан Лудвиг II и Густава Каролина имат децата:
- Фридрих II (9 ноември 1717 – 21 април 1785), херцог на Мекленбург-Шверин (1756 – 1785), женен на 2 март 1746 г. в Швет за херцогиня Луиза Фридерика фон Вюртемберг (1722 – 1791)
- Лудвиг (6 август 1725 – 12 септември 1778), наследствен принц на Мекленбург, женен на 13 май 1755 г. за принцеса Шарлота София фон Саксония-Кобург-Заалфелд (1731 – 1810), родители на велик херцог Фридрих Франц I фон Мекленбур
- Улрика София (1 юли 1723, Грабов – 17 септември 1813, Росток), абатиса на манастира в Рюн (1728 – 1756)
- Луиза (10 февруари 1730, Рюн – 12 юни 1730, Нойщат)
- Амалия (8 март 1732, Грабов – 23 септември 1775), щифтдама в Херфорд